# Peter Stähle
Peter Stähle (* 4. September 1946 in Augsburg) ist ein deutscher Tischtennisspieler. Er wurde 1967 deutscher Meister im Doppel.

## Jugend
Stähle spielte zunächst Basketball, Faustball und Schach, ehe er als Dreizehnjähriger zum Tischtennissport fand. Er schloss sich dem TSV Schwaben Augsburg an, wo er mit 15 Jahren eine Freigabe zum Einsatz in Herrenmannschaften erhielt. Dreimal holte er einen Titel bei den bayerischen Jugendmeisterschaften: 1963 im Doppel, 1964 im Einzel und im Mixed. Mehrfach wurde er für Jugendländerkämpfe nominiert. Bei den europäischen Jugendmeisterschaften 1963 wurde er Dritter.

## Erwachsene
1964 wechselte er zum PSV Augsburg in die Oberliga Süd, der damals höchsten deutschen Spielklasse. Mit deren Herrenmannschaft qualifizierte er sich 1966 für die neu geschaffene Bundesliga. Mit Augsburg wurde er 1966/67 Deutscher Pokalsieger.
Im Bundesranglistenturnier 1965 belegte er Platz acht. Bei den Nationalen Deutschen Meisterschaften war er im Doppel mit Martin Ness erfolgreich. 1967 wurden sie Deutscher Meister, ein Jahr später Vizemeister. Im Februar 1966 bestritt Stähle mit der B-Nationalmannschaft ein Länderspiel gegen die Schweiz. Dabei gelang ihm beim deutschen 5:4 Erfolg ein Sieg.
Nach einem Abstecher über den TTC Ebingen kehrte er 1978 zum PSV Augsburg zurück.

## Privat
Stähle ist von Beruf Großhandelskaufmann.